# Urban Barišić
Fra Urban Barišić (Rakitno, 17. kolovoza 1886. – Zagreb, 3. listopada 1936.) bio je hrvatski kulturni i javni djelatnik, teolog, prevoditelj, filozof, izdavač i pisac iz Hercegovine.

## Životopis
Rođen je 17. kolovoza 1886. u mjestu Rakitno u uglednoj seljačkoj obitelji. Njegov brat, dr. Jozo Barišić, bio je poznati zagrebački liječnik i javni radnik.
Osnovnu školu i gimnaziju završio je u Širokom Brijegu, a franjevcem je postao 1905. na Humcu (zajedno s Matom Čuturom).
Filozofiju (mudroslovlje) i teologiju (bogoslovlje) studirao je u Mostaru i Rimu. Za svećenika je zaređen 6. travnja 1912. i proglašen glavnim lektorom kanonskog prava i moralne teologije. Bio je profesor teologije u Mostaru (1913. – 1922.), župnik u Međugorju (1922. – 1925.) i tajnikom franjevačke provincije (1925. – 1931.).
Bio je značajni javni i kulturni djelatnik. Djelovao je kao ravnatelj Tiskare Franjevačke provincije u Mostaru od 1925. do 1936. te u tom vremenu ostvaruje bogatu izdavačku djelatnost. Svoje književne radove objavljivao je u Kršćanskoj obitelji (1910. – 1920.) i Narodnoj slobodi Mostar (1919. – 1930.). Služio se talijanskim i latinskim jezikom.
Umro je u Zagrebu 3. listopada 1936. godine.